# Morrisographium persicae
Morrisographium persicae är en svampart som först beskrevs av Ludwig David von Schweinitz, och fick sitt nu gällande namn av Illman & G.P. White 1984. Morrisographium persicae ingår i släktet Morrisographium, divisionen sporsäcksvampar och riket svampar.   Inga underarter finns listade i Catalogue of Life.